# Jill Hennessy
Jill Hennessy (* 25. listopadu 1968 Edmonton, Alberta, Kanada) je kanadská herečka, dvojče novinářky Jacqueline Hennessy. Svou kariéru zahájila v roce 1988 filmem Příliš dokonalá podoba, ve kterém hrála i její sestra. Později hrála například ve filmech Střelila jsem Andyho Warhola (1996) nebo Norimberský proces (2000) a v seriálech Právo a pořádek (1993–1996) nebo Drzá Jordan (2001–2007). V roce 2000 se provdala za herce Paola Mastropietro, se kterým má dva syny.